# José García Montalvo
José García Montalvo (Valencia, 1964) es un investigador, profesor universitario y economista español.

## Biografía
Licenciado en Ciencias Económicas en la Universidad de Valencia (1987) con Premio Nacional Fin de Carrera, se doctoró en Economía en Harvard (1993). Es catedrático de Economía Aplicada en la Universidad Pompeu Fabra,  así como profesor investigador en la Barcelona GSE, en el Instituto Valenciano de Investigaciones Económicas (IVIE) y ha obtenido en dos ocasiones la distinción ICREA-Academia de la Institución Catalana de Estudios Avanzados (ICREA). Consultor internacional para diversas organizaciones como la Organización para la Cooperación y el Desarrollo (OCDE), la Unión Europea o el Banco Mundial, sus investigaciones se centran en torno al desarrollo económico y los efectos que tienen distintos aspectos sociales que afectan a la realidad económica como la situación laboral de los jóvenes, los conflictos étnicos, la violencia, las diferencias de género, la educación y el acceso al empleo, entre otros. García Montalvo es autor de más de un centenar de artículos científicos que han visto la luz en publicaciones como American Economic Review, Economic Journal, Review of Economics and Statistics, Journal of Economic Growth o Applied Psychology. También ha publicado 17 libros como por ejemplo De la quimera inmobiliaria al colapso financiero.
En 2019, con ocasión del fallo por el que se le concedió el Premio Rey Jaime I de Economía, el jurado señaló «su valiosa y original investigación, clarividente y ligada estrechamente a la realidad económica"". También tiene un don para ver el aspecto de formulación de políticas públicas». Dos años antes recibió el XV Premio Cataluña de Economía. En 2023 se anunció que el proyecto que dirige,"Economía en tiempo real", había conseguido el Premio Nacional de Colaboración Público-Privada en Investigación e Innovación que concede la Generalidad de Cataluña.
En la faceta de transferencia del conocimiento García Montalvo también colabora frecuentemente con medios de comunicación tanto escritos como televisión y radio y publicaciones divulgativas.

## Distinciones
- Primer Premio Nacional de Estudios Universitarios (Economía) (1988)
- ICREA Academia (2009)
- Premio a la Transferencia de Conocimiento del Consejo Social (2010)
- Medalla de la UPF por servicios prestados (2013)
- ICREA Academia (2014)
- Premio Cataluña Economía (2017)
- Premio Jaime I de Economía (2019)
- Premio Nacional Colaboración Público-Privada en Investigación e Innovación (2023)